# Либерти (округ, Техас)
Округ Либерти (англ. Liberty county) — округ штата Техас Соединённых Штатов Америки. На 2000 год в нем проживало 70 159 человек. По оценке бюро переписи населения США в 2009 году население округа составляло 75 779 человек. Окружным центром является город Либерти.

## История
Округ Либерти был одним из первоначальных округов Техаса, объявившего себя независимым от Мексики государством в 1836 году. Он назван по названию своего окружного центра (англ. liberty — свобода).

## География
По данным бюро переписи населения США площадь округа Либерти составляет 3046 км², из которых 3004 км² — суша, а 42 км² — водная поверхность (1,41 %).

### Основные шоссе
- Шоссе 59
- Шоссе 90
- Автострада 61
- Автострада 105
- Автострада 146
- Автострада 321

### Соседние округа
- Полк  (север)
- Хардин  (восток)
- Джефферсон  (юго-восток)
- Чеймберс  (юг)
- Харрис  (юго-запад)
- Монтгомери  (запад)
- Сан-Джасинто  (северо-запад)